# Gareth McAuley
Gareth McAuley (5 de dezembro de 1979) é um futebolista norte-irlandês que atua como zagueiro/defesa central. Atualmente, defende o clube inglês West Bromwich Albion.

## Carreira
Gareth McAuley fez parte do elenco da Seleção Norte-Irlandesa de Futebol da Eurocopa de 2016.